# Armengol IX de Urgel
Armengol IX de Urgel (? - 1243), conde de Urgel y vizconde de Áger (1243).

## Biografía
Era hijo de Ponce I de Urgel y de su mujer María Girón, hija de Gonzalo Rodríguez Girón y su segunda mujer, Marquesa Pérez. Recibió de su madre un importante patrimonio en el reino de Castilla y en el León.
Heredó el condado en 1243, un año después de la muerte de su padre. Su condado fue muy corto, ya que falleció el mismo año de su ascenso al poder.
Fue sucedido por su hermano Álvaro I de Urgel.
| Predecesor: Ponce I | Conde de Urgel 1243 | Sucesor: Álvaro I |